# Weduwaapje
De weduwaapje (Cheracebus torquatus)  is een zoogdier uit de familie van de sakiachtigen (Pitheciidae). De wetenschappelijke naam van de soort werd voor het eerst geldig gepubliceerd door Johann Centurius von Hoffmannsegg in 1807.

## Taxonomie
In 2020 bleek dat Cheracebus purinus een synoniem was van deze soort.

## Kenmerken
Het weduwaapje heeft een plomp lichaam met relatief korte poten en een bossige staart, die geen grijpfunctie heeft. De dikke vacht van het dier is in hoofdzaak donkerbruin, afgezien van de witte kraag en gele handen. De oren liggen verborgen onder de vacht. De lichaamslengte bedraagt 30 tot 46 cm, de staartlengte 37 tot 49 cm en het gewicht 1 tot 1,5 kg.

## Leefwijze
Zijn voedsel bestaat voornamelijk uit vruchten, zaden, bladen en insecten. Het is minder luidruchtig dan andere springapen. Beide partners vormen een hecht paar. Ze zijn veel bezig met elkaar te vlooien en draaien de staarten in elkaar. Familiegroepen ontstaan doordat de jongen soms wel 3 jaar bij hun ouders blijven.

## Verspreiding
Deze soort komt voor in de tropische wouden van noordwestelijk Zuid-Amerika, met name in Brazilië